# Actias ningpoana
Actias ningpoana, la falena luna cinese, è una specie di falena della famiglia Saturniidae. Fu descritta per la prima volta dagli entomologi Cajetan e Rudolf Felder nel 1862. È piuttosto grande e ha le code posteriori lunghe e curve. Esistono molti congeneri in Asia; la falena luna americana (A. luna) è una parente stretta.

## Tassonomia

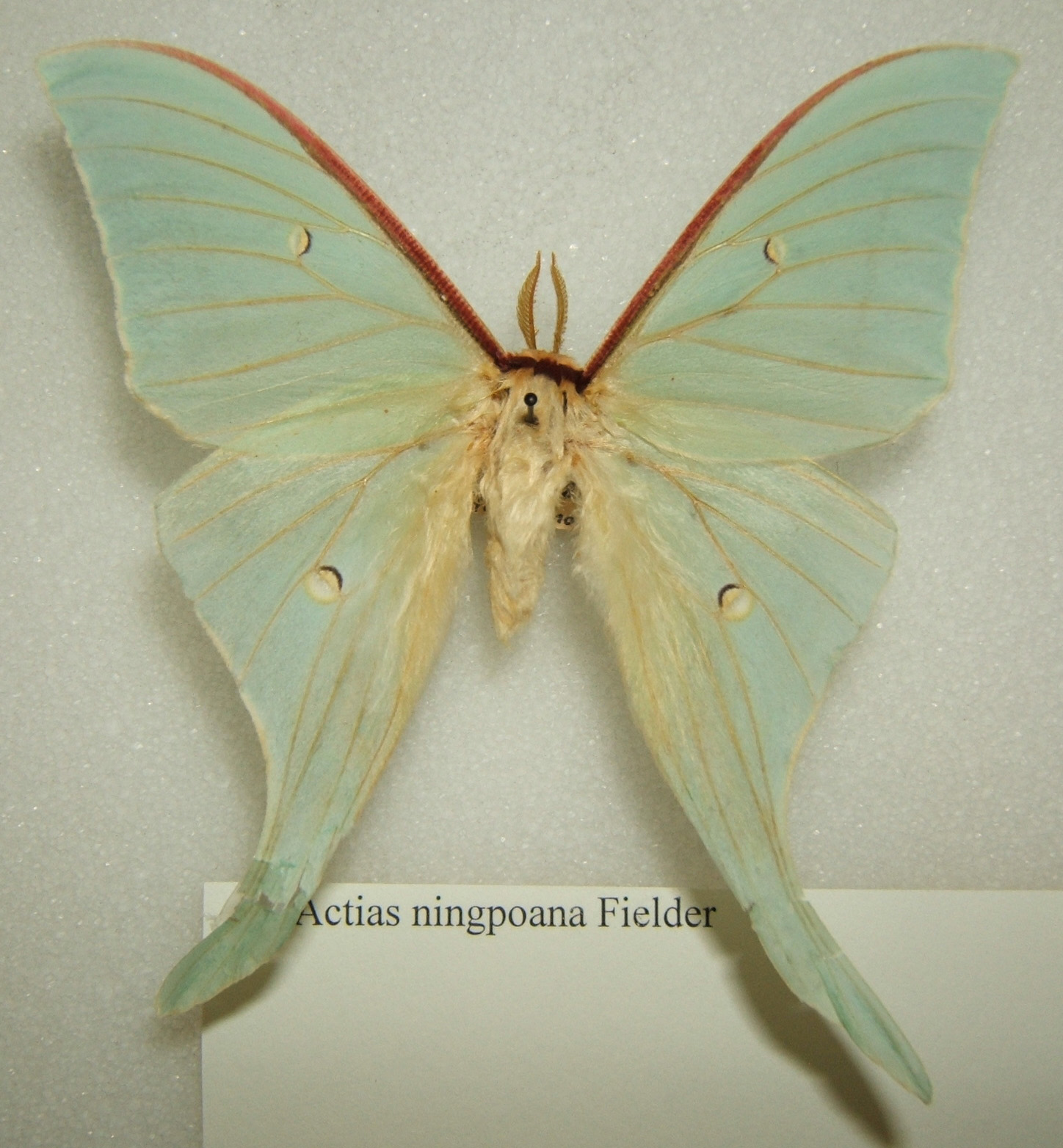
Esemplare femminile

Il taxon ningpoana Felder & Felder era stato considerato una sottospecie di Actias selene, fino ad essere elevato a specie in Ylla et al. (2005).

## Habitat
- Cina (Jilin, Liaoning, Hebei, Henan, Jiangsu, Zhejiang, Jiangxi, Hubei, Hunan, Fujian, Guangdong, Hong Kong, Hainan, Sichuan, Yunnan) (Zhu & Wang, 1996[4])
- Russia (Estremo Oriente) (Zolotuhin & Chuvilin, 2009[5])
- India - Ghati occidentali

## Ciclo vitale

### Larva
Di solito molto carnosa e con ciuffi di setole rialzati.

### Pupa
La pupa si sviluppa in un bozzolo di seta nel terreno.

### Adulto
Essendo privi di apparato boccale funzionale, la durata della loro vita si misura in qualche giorno. Hanno la testa piccola, il corpo densamente peloso e un'apertura alare che può variare dai 13 ai 15 cm.

## Piante nutrici
A Hong Kong, A. ningpoana è stata allevata con Cinnamomum camphora (Hill et al., 1982 come Arctias [sic] selene), Liquidambar (Barretto, 2004), Hibiscus, Triadica sebifera e Salix babylonica (Yiu, 2006).